# ヘリオガバルス
マルクス・アウレリウス・アントニヌス・アウグストゥス（ラテン語: Marcus Aurelius Antoninus Augustus、204年- 222年）は、ローマ帝国第23代皇帝で、セウェルス朝の第3代当主。ヘリオガバルス（Heliogabalus ）、またはエラガバルス（Elagabalus ）という渾名・通称で呼ばれることが多く、これはオリエントにおけるヘーリオス信仰より派生した太陽神のエーラーガバール（「山の神」の意）を信仰したことに由来する。歴史上稀にみる美貌と、異常な程の求愛と性欲、過激な逸話で有名なローマ皇帝である。また、確認されている中で最古の著名なトランスジェンダーの人物とされる見方もある。彼は美しい容姿をしており、14歳で皇帝に即位して、皇帝でありながら女装をして夫を作り、自らの夫を皇帝にしようとするなど、当時としてはあり得ない行動で世間を騒がせた。また、下級市民である風俗嬢を姉と慕って風俗街で性奉仕したり、不思議な予言書の様なものを残すなど、数々の逸話から現代に於いても多くの創作品の題材とされる人物である。現代において、イギリスにあるノース・ハートフォードシア博物館は、皇帝の展示の表示を"彼(He)"ではなく"彼女(She)"あるいは"彼女の(Her)"に変更し、皇帝を女性として認めるなど、世界的にヘリオガバルスの名誉を回復する動きが進んでいる。
セウェルス朝の初代皇帝セプティミウス・セウェルスの外戚にあたるバッシアヌス家出身のシリア人で、元の本名はウァリウス・アウィトゥス・バッシアヌス(Varius Avitus Bassianus)といった。セウェルスの長男であったカラカラ帝が暴政の末に暗殺されるとバッシアヌス家もまたローマより追放されたが、彼の母ユリア・ソエミアスは密かにセウェルス朝復権の謀議を画策した。血統上、カラカラ帝の従姉にあたるソエミアスは自身が夫との間にもうけた子アウィトゥス（ヘリオガバルス）が先帝カラカラの隠し子であると主張して反乱を起こした。戦いは既に帝位にあったマクリヌス側の敗北に終わり、セウェルス朝復権を名目としてわずか14歳のヘリオガバルスが皇帝に即位した。
彼の統治は他の如何なるローマ皇帝達をも越える、ローマ史上、そして世界史にも稀に見る最も特異で破天荒で奇抜な君主であったと言える。ヘリオガバルスは求愛と色欲に明け暮れ、更に異端な行動で多くの大衆を驚かせた。宗教面では従来の慣習や制度を廃し、エーラーガバールを主神とするなど、極めて斬新な政策を行った。当時の概念で、国教に値する様なものを突然変えてしまうなど異例中の異例だった。経済政策では合理的なスタンスを取り、当時としては非常に珍しく、貧富に関わりなく無償で料理を振る舞い、貧困層の市民や女性に装飾品や生活用品を分け与え、水不足に苦しむ農村に川をひくなどして貧困層を救済した。男性社会であるローマで女性を登用するなど、僅か10代にして数々の画期的な政策や弱者救済措置を推し進めるなど、進歩主義的な善行で一定数の女性や貧困層の市民から尊敬されていた事が近年では着目されており、母や祖母の影響、異様な若さ、性別に違和感を抱えていたことから同情的な見方をされることも多く、彼を主人公にした作品の舞台が上映されるなど、好意的な評価を受ける事も多い。
ヘリオガバルスの異色の性生活についての話題は、彼の政敵によって誇張された部分があるとみられているが、それ故に彼に関する情報も文献によって大きな差異があり、中には明らかに誇張されていると見られる伝記もある。彼に対する誤った逸話が拡散され、現代に至っても恥辱を受けている事から「凍てついた永遠の恥辱を受ける者」と、語られる事がしばしばある。中世のキリスト教保守派の歴史家からもあまり良く無い評価を受けている。とりわけヘリオガバルスは近世の歴史家に忌み嫌われたが、先ず性的少数者が処罰の対象となっていた当時の保守的な世相から考えれば当然であった。『ローマ帝国衰亡史』で知られる18世紀の歴史家エドワード・ギボンにいたっては「醜い欲望と感情に身を委ねた」として「最悪の暴君」とかなり酷い評価を下している。19世紀前半のドイツの歴史家バルトホルト・ゲオルク・ニーブールもまた、主著『ローマ史』のなかでヘリオガバルス帝は異常であったと論評している。

## 生涯

### 生い立ちから皇帝即位
皇帝ヘリオガバルス（ウァリウス・アウィトゥス・バッシアヌス）は、元老院議員の父セクストゥス・ウァリウス・マルケルスと母ユリア・ソエミアスの子として203年にシリアのエメサ（現在のホムス）で生まれた。父マルケルスは騎士階級出身で、のちに元老院入りを果たした人物であり、母方の祖母ユリア・マエサはエメサの町の大祭司
ユリウス・バッシアヌスの娘で、セウェルス朝の開祖セプティミウス・セウェルスの皇妃ユリア・ドムナの姉であった。したがって、彼の母ユリア・ソエミアスはセウェルスの嫡男であるカラカラ帝とは従姉弟の関係にあり、皇帝家の一員であった。幼少期のウァリウス・アウィトゥスは母方一族の生業である神官として養育されたとみられる。「ヘリオガバルス」とは元来エメサ土着の太陽神であった。彼は長じて太陽神ヘリオガバルス（エーラーガバール）の司祭を務め、のちに、その名をそのまま自分の通称とした。やがて皇帝となるヘリオガバルスは美貌に恵まれていて、生まれが違えばローマ随一の美少女と言わしめる程、とても美しい容姿だった。また、彼はとても美声で、歌も上手く、彼の歌を聞いた市民が涙する程であったと伝えられている。また、皇帝になる前から、俗に言う貧民街に出入りしていたとされている。
残虐な性格で浪費家として知られていたカラカラ帝は共同統治者で弟のゲタ帝と、その一派2万人以上を殺害するなどの暴政によって元老院からの信望を失い、217年4月8日、メソポタミアのハッラーンで暗殺された。カラカラには子どもがなく、新しい皇帝にはクーデターの首謀者であった近衛隊隊長のマルクス・オペッリウス・マクリヌスが即位した。
即位したマクリヌス帝は、北アフリカのマウレタニアの出身で、騎士身分で初めて皇帝位に就いた人物であったが、セウェルス一族を宮殿から一掃することで、セウェルス朝復活の目論見を防ごうとした。それに対し、中東の属州シリアに幽閉されたセウェルス一族のうち、カラカラ帝の伯母ユリア・マエサは自らの孫であるヘリオガバルスを帝位に就ける陰謀をめぐらした。マクリヌス帝は、その子息ディアドゥメニアヌスと共同で統治したが、東方の大国パルティアに敗れて屈辱的な講和を結んだため、軍隊からの信頼を失っていた。
14歳であったウァリウス・アウィトゥス（ヘリオガバルス）は既に先帝カラカラとは女系を通じて親族であったが、未亡人となっていた少年の母ソエミアスは、帝位継承をより正当化しようと、自ら従弟カラカラの妾だったと公言、ヘリオガバルスは先帝と密通して生まれたカラカラの落胤であると主張した。これは、ヘリオガバルスの祖母にあたる母ユリア・マエサの意向を受けたもので、マエサは自分の娘を姦婦にしてでも孫を帝位に就かせたかったのである。マエサは、軍人に人気のあったカラカラ帝の威光を利用する作戦を採り、つづいてセウェルス家の富を駆使して第3軍団「ガッリカ」の兵士や将軍を買収して自陣営の戦力を調達した。
218年5月16日の夜、少年の一行はエメサに駐屯するローマの軍団に潜入した。それに対し、軍団指揮官のヴァレリウス・エウティキアヌスはウァリウス・アウィトゥス少年への忠誠を正式に宣言した。挙兵に際して、ヘリオガバルス少年は「ウァリウス・アウィトゥス・バッシアヌス」という従来の名を、カラカラの本名になぞらえて「マルクス・アウレリウス・アントニヌス」と改名した。
ヘリオガバルスの反乱を知ったマクリヌス帝は直ちに遠征軍を派遣したが、そのなかで軍団兵による内乱が発生した。指揮官は暗殺され、兵士たちは指揮官の首をローマに送り返すと、ヘリオガバルスの軍勢に合流した。オリエント諸州の兵たちは、ヘリオガバルスを支持したのである。
軍の反乱を前にマクリヌス帝はヘリオガバルスを「偽のアントニヌス」と痛罵し、反乱は発狂した神官による暴挙であると記した手紙をローマの元老院に書き送った。元老院はマクリヌス帝の言い分を認めて、軍の意向とは異なり、ヘリオガバルスを僭称帝とする決議を可決した。
元老院の支持を得たマクリヌス帝は自ら軍を率いて親征を開始したが、マエサに買収された第2軍団「パルティカ」の裏切りによってアンティオキアの戦いにおいて敗北した。マクリヌスは命からがら戦場から脱してイタリア本土へ戻ろうとしたが、カッパドキアで捕らえられ、斬首の刑に処せられた。同じく捕らえられたマクリヌス帝の子ディドゥメニアヌスも処刑された。
アンティオキアでの勝利をもとに、ヘリオガバルスは元老院の許可なしに皇帝即位を宣言した。これは完全に、ローマ法の定める秩序に違反した行為であったが、3世紀に即位したローマ皇帝にはしばしばみられた行為ではあった。また同時に、ヘリオガバルスはマクリヌス帝の治世を批判し、行為を正当化する手紙を送っている。
結局のところ元老院は、218年の6月、既成事実を追認するかたちでヘリオガバルスの帝位を認め、また、彼がカラカラ帝の実子であることを承認した。同時に暴君とその母として忌避されていたカラカラとユリア・ドムナを神として祭るという要求も承諾し、逆にマクリヌス帝が「名誉の抹殺」（ダムナティオ・メモリアエ）に処されることになった。また、新しい近衛隊長には反乱の立役者ヴァレリウス・エウティキアヌスが任命された。

### 女帝の如く

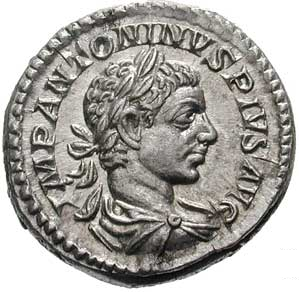
ヘリオガバルス帝が描かれたデナリウス銀貨

218年の冬、ヘリオガバルス帝と重臣たちは小アジアのニコメディア（現トルコ共和国・イズミット）で過ごしていたが、同時代を生きた歴史家カッシウス・ディオは、この皇帝が特別な人物であることは既に明らかになっていた事を書に記している。皇帝ヘリオガバルスは、皇帝として「辛い事にも耐え、男として強くあるように」と説教をした家庭教師に強く反発し、トラブルになって殺めてしまったと伝えられている。皇帝を男らしく育てようとした家庭教師の教育に、女心を持つヘリオガバルスは耐えられなかったという見方がある。しかし当事の社会的な背景からして珍しくはないが、この家庭教師は男尊主義的な側面が強く、ヘリオガバルスが慕っていた家政婦の少女に対し、暴力や横暴な振る舞い行うなど、ヘリオガバルスの価値観や美徳から大きく逸脱した態度を取っていた為、必ずしもヘリオガバルスの行為を絶対的な悪として位置付けられない様な記述も残っている。実際にこの行為に対して周囲の反応は一元にとても悪かったとは言えない様で、母や一部の側近はヘリオガバルスの行為を庇った。この時助けた家政婦の少女はヘリオガバルスと同い年で、生涯ヘリオガバルスを裏切らず、ヘリオガバルスと共に処刑された女性であったとされている。更に、幼少期からローマの未来や世界の未来を記した予言書の様なものを書いていたり（後の世で一部的中して話題になった）、当時としては珍しい自傷行為を行うなど、周囲から異常な存在として見られていたとされる。ヘリオガバルスが残した予言に関連する書物が近年まで禁書とされていた事も近現代で再注目される事となった大きな要因でもある。同時期にユリア・マエサは神官にして皇帝という人物を元老院が受け入れるように、女神官のローブを身にまとったヘリオガバルス帝の肖像をウィクトーリア女神像の前に掲げさせた。元老院の議員は議事堂のウィクトーリア女神像に捧げ物をする習慣があったので、女性の神官姿のヘリオガバルス帝に捧げ物をするかたちになった。これに元老院の議員達は憤怒したが、ヘリオガバルスは意に介さなかった。
このようなヘリオガバルス帝の行動からか、後盾であった反マクリヌス派の軍勢はヘリオガバルスを推挙したことを後悔し始め、ゲッリウス・マキムス将軍に率いられた第4軍団「スキュティカ」、および元老院議員のウェルスに扇動された第3軍団「ガッリカ」（彼ヘリオガバルスの皇帝就任に助力した）の兵士がヘリオガバルス帝を裏切り、ニコメディアからローマに向かうヘリオガバルス帝を襲撃する事件が起こっているが、この時まだヘリオガバルス帝は14歳であった。しかし、反乱軍は足並みが揃わずに自壊し、「ガッリカ」は消滅した。
皇帝の一族はシリアからローマをめざしたが、アンティオキアやニコメディアに長期間逗留し、上述のように途中で反乱があり、また、天から降ってきた（隕石）と信じられていた、底が平らで先の尖った円錐形の形状をもつ巨大な「黒い石」を御神体としてエメサの神殿から運び出したため、一行のローマ到着は遅れに遅れ、219年の初秋、ようやくローマに到着した。ローマ入城の際、人びとは新皇帝の出で立ちをみて驚愕した。少年皇帝は、地面に届きそうな長袖を支える紫色の地に錦糸をあしらった司祭服を着用し、ネックレスや腕輪など豪奢な装身具をほどこし、頭上に宝石を散りばめた帝冠をいただいたうえで着飾った美しい女性の姿をしていたからである。このヘリオガバルスの姿を当時の歴史家は、まるで絶世の美少女であったと証言している。この時ヘリオガバルス帝は15歳であった。
エウティキアヌスやマエサとともにローマへ入城したヘリオガバルス帝は、腹心たちを要職に就けて体制を固めた。たとえば、エウティキアヌスは近衛隊長に続いて3度の執政官叙任を受け、さらに属州総督として2度派遣されている。皇帝は自分にお気に入りを次々に要職に着かせた。例えば恋心を寄せていた男性の愛人であった奴隷のヒエロクレスを共同皇帝にしようとしたり、別のお気に入りの愛人である戦車競技の選手ゾティクスを皇帝の執事長に任命している。皇帝の好みの男性や急進的な皇帝の価値に迎合する人物、そして女性を登用し、反対に皇帝を否定する者達を遠ざけ、粛清した。更に、貧しい身分出身である女性や家政婦であった少女を突然要職に登用するなどして、周囲を混乱させた。ヘリオガバルスが自身に従う女性を中心として茶会を開き、その茶会で自身や側近の嫌う男性を拷問していたとされる逸話も有名である。
財政面では、カラカラがそうしたように銀の含有量を減らしてデナリウス銀貨の切り下げを行うが、一方でカラカラ帝が創始したアントニニアヌス銀貨は廃止した。財政的な政策に於いては、合理主義的なスタンスをとった。富裕層に対する増税も行っていた。今でこそ格差の是正は妥当な施策として行われているが、この時代では珍しい施策であった。
ヘリオガバルス帝の初期の治世では外交、軍事において、祖母ユリア・マエサと母ユリア・ソエミアスが執政権を握っていたと考えられている。ヘリオガバルスはローマ史上初めて母と祖母を含む女性議員を任命し、ソエミアスは「クラリッシマ」（wiktionary:clarissima）、マエサは「元老院の女神」（Mater Castrorum et Senatus）をそれぞれ授与した。一部の実権を掌握し、まるで女帝のような振る舞いをみせる祖母と母に対してヘリオガバルス帝は自分の意見を表明できない、ただの傀儡だと思われていた。少年皇帝は、祖母と母の強い影響下で育ち、政治的な能力を培っていないと目されていた。皇帝が更に独自の政策を推し進めるのはこれから少したった頃である。

### 恋するヘリオガバルス

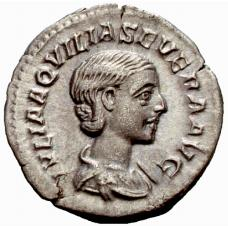
2度目の妻として迎えられ、のちに再度結婚することになる「ウェスタの処女」アクウィリア・セウェラ。后妃としてデナリウスに描かれている。

皇帝が最初に結婚した相手はユリア・コルネリア・パウラという女性であり、220年に豪奢な結婚式が挙行されている。このときヘリオガバルスは、ローマ市民や兵士に対しても御祝儀を大盤振る舞いしたといわれる。コルネリア・パウラは、同じシリアに領地を持つ有力貴族の娘であったことから、皇帝即位時に周囲が決めた政略結婚であったと考えられている。彼女はアウグスタ（皇后）の称号を得たものの、この結婚生活は長く続かず、その年のうちに2人は離婚した。パウラが皇帝の異常なまでに強い求愛に応えられないというのが離婚の理由であったという説が主流な一方で、皇帝は妻に対し、横柄な態度を取らず、友人の様な目線、若しくは現代的な恋人の様に扱っていたとも言われている。ヘリオガバルスがユリア・コルネリア・パウラと護衛を連れずに街中に出かけ、商人達と交流し、共に踊りを踊っていたとされる記述もある。
皇帝はパウラと離婚すると、220年末に「ウェスタの処女」たる巫女のアクウィリア・セウェラと再婚した。竈（かまど）の神ウェスタに仕える巫女は共同生活を送り、聖なる火を絶やさぬことを務めとしていた。幼少時に神職に召された巫女たちは「神々に身を捧げる」という意味から、その身を清らかに保つため、処女を貫くことが求められ、その禁忌を破った場合には生きたまま穴埋めされるという恐ろしい掟があった。その他にも当時の巫女は保守的な制約を受け、病気になっても一部の治療が受けられなかったり、痛みや苦しみを伴う伝統的な儀式への参加が強制された。そして巫女とは全員が本人の志願でなるものではなく、本人の意思と反して厳しい制約のある生活を送らされていたものもいた。ヘリオガバルスは巫女の境遇を哀れみ、周囲に「自分と結ばれれば、きっと神のように美しい子どもが授かる」と論じ、禁忌を破ってでも結婚したと伝えられている。政略結婚を除けば、アクウィリア・セウェラが最初で最後の自ら選んで結婚した女性だった。結局ヘリオガバルスは巫女と子は作らず、早々に離婚をした。この事について伝統を踏みにじる行為であると皇帝を非難する記述が多いが、巫女が皇帝の元妻として、その後に不自由が無く、当時としては良い生活を送った事もまた事実である。
禁断の結婚に対する周囲の批判からほどなく、結婚半年でアクウィリアとの婚姻は解消された。理由は諸説あるが、ヘリオガバルスが古いしきたりに縛られるアクウィリア・セウェラを哀れみ、彼女を救済する目的で一時的に結婚していたとされる説や、巫女の置かれている環境を一新する口実、或いはその後に推し進めたヘリオガバルスの女性解放政策の始まりであったとされる説がある。また、ヘリオガバルスが実際に巫女を手篭めにした（強姦した）とされる歴史書の記述は根拠が乏しく、強引に結婚した事を批判する為に着色して記述されている可能性が指摘されている。そしてヘリオガバルスが221年7月に3度目の妻として迎えたのは美貌で知られたアンニア・アウレリア・ファウスティナであった。彼女は、五賢帝のひとりで哲人皇帝として知られたマルクス・アウレリウスの曾孫で、その子であり暴君として暗殺されたコンモドゥス帝の大姪であった。これはセウェルス朝の前王家にあたるネルウァ＝アントニヌス朝との連続性を主張する政治的意図があった政略結婚とみられる。この結婚もうまくいかず、221年中には離婚し、結局ヘリオガバルスはアクウィリアとよりを戻して4度目の結婚を果たした。その後、ヘリオガバルスは男性との結婚を強く望む様になる。

### ローマの慣習を一新

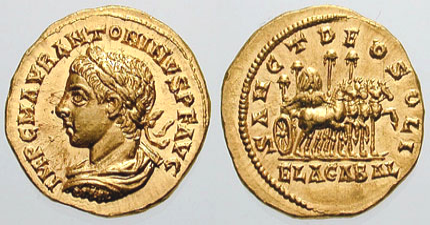
アウレリウス金貨に描かれたヘリオガバルス帝。裏面にはヘロディアヌスが伝えるようにエーラーガバールの化身とされた黒石が戦車に乗せられてパレードを行っている様子が描かれている。

セプティミウス・セウェルス帝のとき、ローマ帝国のなかでは太陽神信仰が流行する傾向にあり、皇帝自身、先に述べたように太陽神信仰の一つであるエーラーガバールを奉じる神官であった。シリアはもともと母系制の社会であったが、女性は太陽神の祭司にはなれないことになっていた。多神教の社会であったローマでは宗教に寛容であり、領域拡大にともない各地の土着神を受け入れていた。古くからローマでは太陽神としてソールが知られ、しばしばローマ神話にも登場しており、また、ペルシャの太陽神ミトラスを奉ずる密儀宗教のミトラ教も信じられていた。ただ、偶然なのか必然なのか、ミトラ教が女人禁制であるのに対し、エーラーガバールは両性具有（両性）の神性を有していた。
ヘリオガバルス帝はローマでのこうした太陽神信仰の流行を好機ととらえ、シリアの太陽神エーラーガバールを古代ローマの多神教における最高神に位置づけるべく「デウス・ソール・インウィクトゥス」と尊称させ、天空神ユピテルをも従える存在とした。さらに、ユピテルに従うとされていたカピトリヌスの三神をエーラーガバールの妻と位置づけ、その権威を高めようとした。ここにローマは、かつてのポエニ戦争以来敵対してきたセム系の神、神官およびそれを操る女性たちの支配を受けることとなった。ヘリオガバルスは、ローマ皇帝の正式の称号に「常勝太陽神エーラーガバールの大神官」を追加した。
さらに、ヘリオガバルス帝は上述したように処女を保つ戒律を持っていた巫女アクウィリア・セウェラとの結婚を周囲に認めさせ、神官同士の交わりによって「神の子」が生まれると説き、それをきっかけに巫女に対する数多くのしきたりや風習を一新させた。本来であれば「ウェスタの処女」を辱めた者は殺され、この禁忌を破った巫女もまた神の罰を避けるために生きたまま土に埋められると決められていたが、皇帝の行為はローマにおける宗教的慣例を一掃した挙行であり、それを皮切りに巫女に対する待遇を向上させる法制を行った。上記のように女神や女神官を仰ぎ、巫女に対する厳しい敷きたりを廃止するなど、当時としては珍しく、ヘリオガバルスは女性に対する尊敬や憧れ、そして比較的女性に対して寛容、友好的な態度を取っていた。
独自の宗教政策の果てに、ヘリオガバルス帝は「ヘリオガバリウム」と呼ばれる巨大なエーラーガバール神の宮殿をローマのパラティーノの丘（パラティヌスの丘）に建設させ、故郷エメサから持ち込んだ黒い隕石を神具として崇拝させ、毎朝、牛や羊が生け贄として捧げられた。一方で当事は食用であった野兎や、害虫駆除に使われていた猫などをペットとして愛玩していた。歴史家ヘロディアヌスによれば「黒石は神界からの賜り物のごとく崇拝が行われた」とされ、表面の文様が太陽神エーラーガバールの姿を描いていると信じられていた。新たな崇拝対象への信仰心を示すため、ヘリオガバルス帝自身も割礼を行った。そしてまた女性の格好をして、元老院議員に対し、みずから踊り子として祭壇の前で舞う姿を見せた。そしてヘリオガバルスの善行として知られているのが、定期的に行われた市民に対する食事の提供だ。ヘリオガバルスは神からの賜りと称し、老若男女貧富関わらず、食事を振る舞った。ローマの民衆は、神殿で皇帝からとして配られる食事を目当てに神殿の祝祭に殺到したと伝えられる。更に貧しい市民や、身分の低い女性と親しげに会話し、時には衣類や生活用品などを提供する事もあった。公共の娯楽施設の建設などにも力をいれていたとされる。これを皇帝の気紛れと当時の歴史家に論評されているが、その論評には個人的な皇帝に対する嫌悪感が影響していたと言わざるをえず、近年では、ヘリオガバルスにも善意や優しさがあった事は明白であるとする識者も存在する。現代ではヘリオガバルスの貧困層への救済は「早すぎた社会民主主義」と評されており、ヘリオガバルスの蛮行とは別軸で再評価すべきという意見もある。そして、この祝祭の仕上げに、「黒い石」が金細工や宝石類で飾り付けた馬引きの戦車に載せられ、砂金の敷かれた道を運ばれて街中を凱旋したようすをヘロディアヌスは記録している。
ヘリオガバリウムの元には帝国中から神具や神器が集まり、キュベレー神殿・ウェスタ神殿・神官学校などの宝物品や「トロイのパラディウム像」や「マルスの盾」、「ウェスタの聖火」などが持ち込まれた。こうした事由はヘリオガバリウムこそがローマ帝国唯一の聖地となるべきと考える事からのものだった。

### 愛を求めた皇帝
急進的な政策以上にヘリオガバルス帝を有名にしたのは、当時としては考えられない様な極めて奔放的な性生活に関する逸話である。そもそもヘリオガバルスは、正式な結婚生活すら4回の離婚と5回の「結婚」を繰り返しているのである。
「ウェスタの処女」セウェラとよりを戻し、4度目の結婚をした皇帝であったが、その年のうちにまたも離婚した。今度は、小アジア出身のカリア人奴隷で、男性であるヒエロクレスの「妻」となることを宣言。これが、5度目の「結婚」であった。さらに『ローマ皇帝群像』によれば同じく男性の愛人である戦車選手ゾティクスとも結婚したと伝えられている。
猟奇的な逸話としては、浮気をした自身・友人・従者の恋人の男性らに対して、男性器を切り落として神殿内で飼育している猛獣にエサとして与えたというものも伝わっている。ヘリオガバルスは嫉妬深いと同時に、自身が認めた女性に対する仲間意識の強さが異常だった事が有名である。ヘリオガバルスは恋人の男性だけでなく、女性の従者や友人に対しても強い愛情を抱き、側近の女性を罵った元老院議員を処刑したとまで言われている。ヘリオガバルスは自身を同性として接してくれる女性に対し、強い精神的な依存をしていたと考えられており、従者の女性に、愛人を除いた通常の男性の従者よりも極端に高額な給与を渡したり、当時貴族など選ばれた人しか手に入れられない様な非常に高価な化粧品や衣服を次々に与えていた事で、男性の従者は強い不満を持っていたとされている。
そして『皇帝列伝』は、以下のように伝える。
元老院議員として宮殿に出入りしていたカッシウス・ディオはヘリオガバルス帝の異質な情事を記録し、女性の姿で男性と交わっていたと実際にその現場を見たことを記録している。また、晩年は娼婦の女性と交流していたとされる。カッシウスは、以下のように伝える。
、皇帝が最終的に帝国の中枢である宮殿に男を呼び込んで売春宿にまでしていたと記録している。
ヘロディアヌスもこの噂について言及しており、ヘリオガバルス帝は顔を化粧することにより、こうした行為に相応しい美麗な容貌を持つようになっていたという。
皇帝は全裸で廷臣や警護兵を甘い声で誘い、売春する一方、金髪の奴隷ヒエロクレスに対しては「妻」として付き従い尽くした。ヒエロクレスもヘリオガバルスを妻として愛していたが、ヘリオガバルスは他の男とも関係を持っていた。それを知ったヒエロクレスは「妻」である皇帝の不貞をなじり、罵倒し、しばしば殴打におよんだ。そして、ヘリオガバルスは旦那であるヒエロクレスが自身を妻として愛し、嫉妬し、束縛している事に喜んだ。男性の様な凛々しい容姿をした女性の愛人に犯されて喜ぶ事もあった。また、性別適合手術を行える医師を高報酬で募集していたともいわれている。このことからヘリオガバルス帝のセクシャリティについて、これを同性愛や両性愛というより、トランスジェンダーの一種として考える論者が多い。皇帝は何度か自殺未遂を図った事もあったとされている。

### 皇帝の最期
度重なるヘリオガバルス帝の奇行に周囲は耐えかねており、近衛隊も皇帝の異様な行動に嫌悪感を感じていた。加えて宮殿外でも一部の民衆や元老院が皇帝への不満と怒りを高めていた。
エーラーガバールをローマの主神にすえ、隕石を御神体とするエラガバリウムを建てさせた皇帝は、どこで知り合ったのか得体の知れぬ謎の女の一団を引き連れて楽器を打ち鳴らし、自身の性器を股に挟みながら全裸で踊り、神殿に向かい、屠殺した獣の血を混ぜたワインを捧げ、香を炊いた。そして踊りながら神殿の周囲をめぐり、誰もがトランス状態になったとき、当時ローマにおいて宗教的保守派だった青年を生け贄として神殿に捧げたという。この行動には、多数の市民が怒りの声をあげた。
王族内においても、影の実力者である祖母ユリア・マエサが孫に対して見切りを付けつつあった。しかし、ともに実権を握っていたヘリオガバルスの母ユリア・ソエミアスだけは、宗教政策や格差の是正政策を積極的に後押し、ヒエロクレスともとの結婚に反対する元老院を説得するなど、息子への協力を続けていた。そこでマエサは、ソエミアスの妹である次女ユリア・アウィタの息子で、マエサからは別の孫にあたるアレクサンデル・セウェルスを後継者とする計画を立て、221年、ヘリオガバルス帝に対し従弟アレクサンデルを養子にするよう認めさせ、アレクサンデルにはカエサル（副帝）の称号を名乗らせた。アレクサンデルはヘリオガバルスの5歳年下であった。いったん養子縁組を承知したヘリオガバルス帝であったが、近衛隊の兵士たちがアレクサンデルに接近し始めたことから途中で危機感を覚え、養子縁組を取り消した。アレクサンデルは近衛兵からの人気が高かった。
ヘリオガバルスは失脚したアレクサンデルを閉じ込め、近衛兵たちには既に死亡したと伝えた。しかし、これが逆に彼の命取りとなった。近衛隊は激昂して皇帝に対する反乱を起こし、ヘリオガバルスに対し、アレクサンデルの生死の確認とその責任を取るよう求めた。恐怖を感じたヘリオガバルスは慌ててアレクサンデルの生存を発表して、従弟を解放した。3月11日、近衛隊の城砦に逃げたアレクサンデルは歓声をもって迎えられ、兵士のほとんどがヘリオガバルスを裏切り、近衛兵は即座にアレクサンデルを指導者として反ヘリオガバルスの軍勢を挙げ、宮殿へと進軍した。
全ての後ろ盾を失ったヘリオガバルスは母ソエミアスとともに反乱軍に捕らえられた。同時代を生きたカッシウス・ディオによれば、2人は揃って辱めを受けた後に、処刑され、遺体は激昂した市民たちによってテヴェレ川に捨てられたという。
皇帝の死によって一部の皇帝の従者や愛人は自害し、そしてエウティキアヌスやヒエロクレスなどの取り巻き、そして皇帝に従った者は男性も女性も大半が殺害された。唯一と言っていいほど珍しい感動的逸話として、ヘリオガバルスが家政婦から取り立てた女性の従者や、貧民出身の女性の従者など、一部の忠誠心が強いヘリオガバルスの従者は、ヘリオガバルスの後をおって自発的に自害したり、ヘリオガバルスへの辱めに対する加担を拒み処刑される事になるなど、非常に強い絆が語られている。古代で、これほど強い忠誠心を持った女性の従者の存在が文献に残っている事は珍しく、後世の歴史家から酷評された事実はあるにせよ、当時一定の人望を集めていた事もまた否定し難い。なお、ヘリオガバルスを辱めた一部の女性市民やそれを指導した下級兵士もまた、極めて卑劣な蛮行を行ったとして後に処刑されたと言い伝えられておる。また、ヘリオガバルスが落ち延びたとされる存命説もあり、意見が分かれている。太陽神の神体であった黒い聖石はシリアに送られ、エーラーガバール神も地方の土着信仰へと送られた。女性の元老院への関与も明確に禁止され、かつてマクリヌスに課した「名誉の抹殺」を自らも受けることになった。
新しい皇帝として即位したのはヘリオガバルスの従弟で、14歳の副帝アレクサンデル・セウェルスであったが、彼もまた母親に政治を委ねたあげく、兵士への手当の支給を怠って母子ともに殺された。

## 人物評価

### 『ローマ皇帝群像』

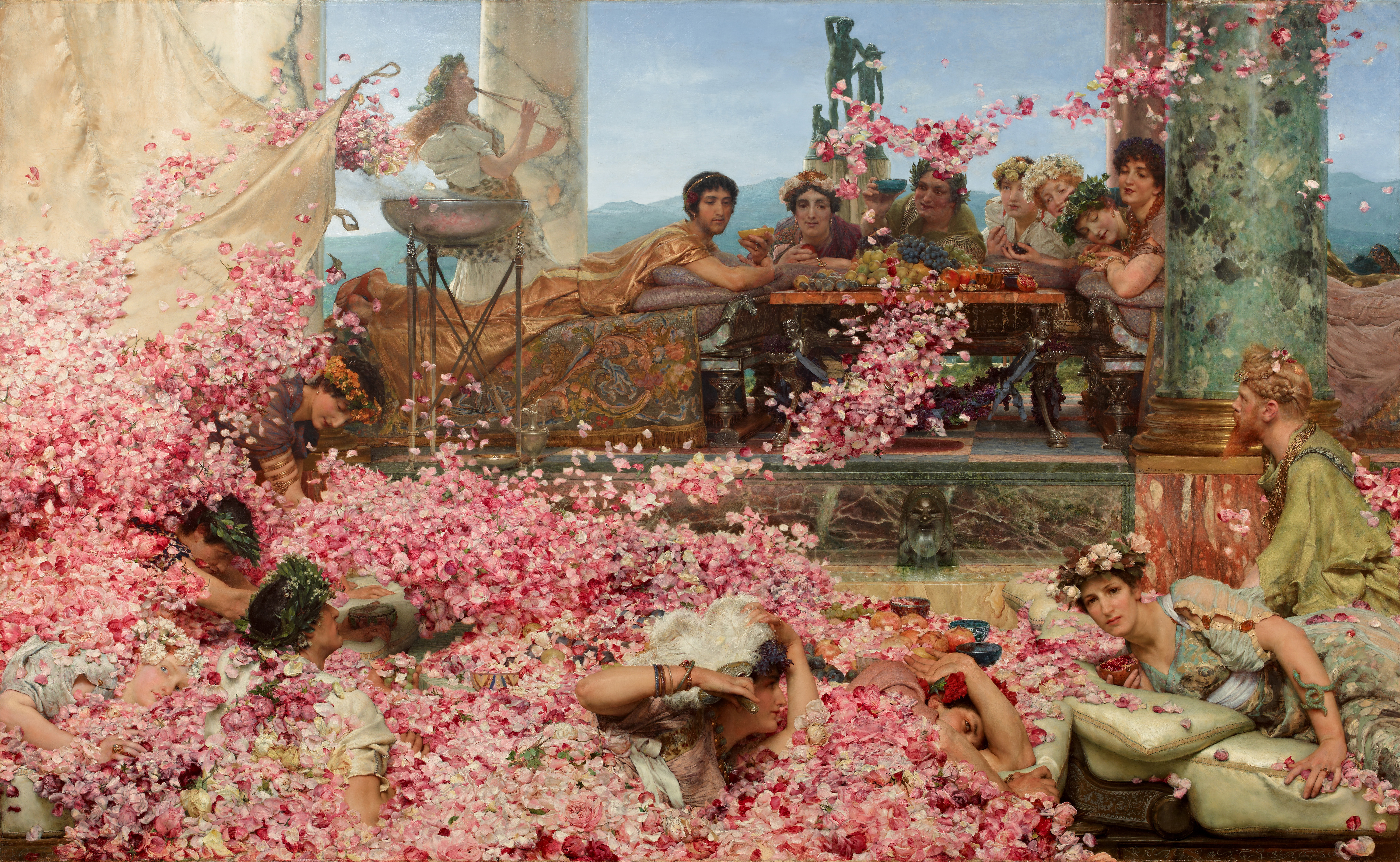
「ヘリオガバルスの薔薇」ローレンス・アルマ＝タデマ（1888年）

『ローマ皇帝群像』は、帝政ローマの時代の人物によって叙述されたと考えられるローマ皇帝の伝記集であるが、編纂の詳細な時期・地域は不明であり、アエリウス・スパルティアヌス、ユリウス・カピトリヌス、ウルカキウス・ガッリカヌス、アエリウス・ランプリディウス、トレベッリウス・ポッリオ、フラウィウス・ウォピスクスが「6人の著者」といわれている。
ヘリオガバルスの評伝については、当時の歴史書における常として、のちに即位した皇帝やその支持者によって誇張された部分があると考えられている。そうした誇張のなかで特に有名なのが『ローマ皇帝群像』のなかにある「客人に薔薇の山を落として窒息死させるのを楽しんだ」とする逸話であり、このエピソードは有名なローレンス・アルマ＝タデマの絵画「ヘリオガバルスの薔薇」のモチーフとされている。これは、ヘリオガバルスが宴会に招いた客の上に巨大な幕を張り、幕の上に大量の薔薇の花を載せたうえで宴会中に幕を切り、花を一斉に落として客を窒息死させたという風評にちなんでいるが、真偽のほどは明らかでない。
現在では『ローマ皇帝群像』における他の評伝と同じく、「ヘリオガバルス伝」のほとんどは信用に値しないと見なされている。そもそも『ローマ皇帝群像』ははるか後年の4世紀頃に編纂されたと考えられている伝記集であり、加えて捏造や創作がたいへん多いことでも知られている。ヘリオガバルス伝においても当然ながらそうした虚偽が含まれていると考えるのが自然である。
ただし、第13節から17節までは例外的に資料的な信憑性が存在するとみられており、現在でもその意義を認められている。

### カッシウス・ディオ
ヘリオガバルスとは同時代の歴史家で、自らも高名な元老院議員として皇帝の動向を知る立場にあったカッシウス・ディオも、『ローマ皇帝群像』ほどではないにせよ、上述のように彼の異常な性欲について多くを記録し、強く批判している。カッシウスが書き残した『ローマ史』は、『ローマ皇帝群像』に比べて遥かに高い信憑性を持ち、帝政中期のローマを知るうえで第一級の文献資料として高く評価されている。そうした点を踏まえれば、『ローマ皇帝群像』などの後世における書籍で面白半分に誇張された要素はありつつも、実際にヘリオガバルスが統治者として相当の問題を抱えた人物であった事は動かしがたい。
ただしカッシウスも歴史家として何ら不誠実さがなかったと断じるのはいささか中立的とはいえない。『ローマ史』の評伝が書かれた時代の多くを彼は現役の元老議員として過ごしたが、それ故に属州総督などの任務で外地に赴いている時間も多かった。彼自身、ローマに滞在していた友人の政治家たちからの報告を二次資料として採用している事を認めている。またカッシウスはヘリオガバルス帝の後に即位したアレクサンデル・セウェルス帝を支持しており、その点も加味される必要はある。

### ヘロディアヌス

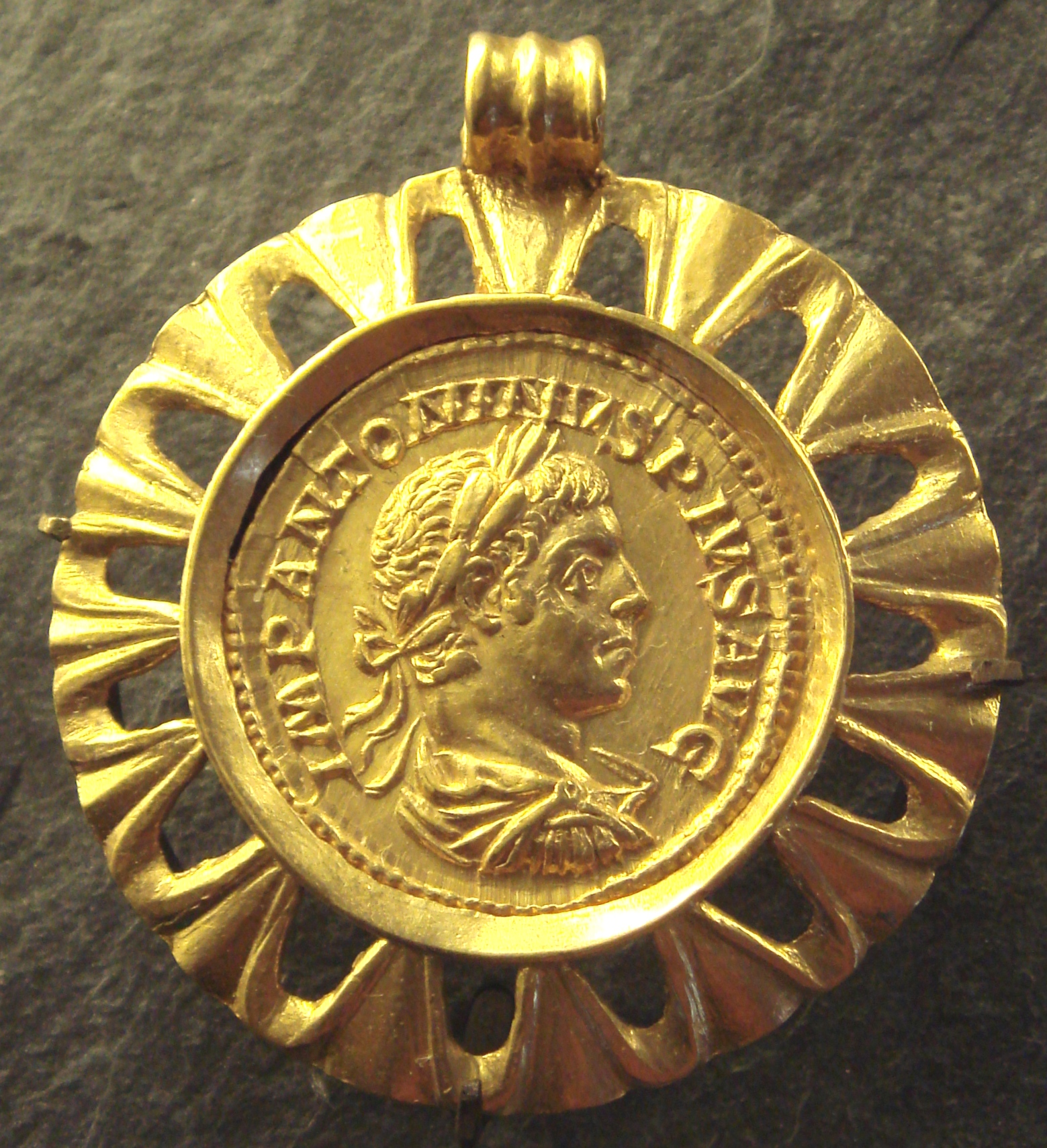
「ヘリオガバルスのメダル」（ルーヴル美術館）

属州シリアの役人であったヘロディアヌスはカッシウス・ディオと同様、皇帝と同じ時代を生き、目撃者として同時代史をつづった歴史家で、コモドゥス帝の即位からゴルディアヌス3世の暗殺までの記録である『ローマ人の歴史』を書き残した。カッシウス・ディオの記録とは必然的に重複しているが、それぞれ別の調査によって記録を残している点で資料的な意味を有する。ヘロディアヌスは宮殿に出入りできる立場でなかったという点でカッシウスに劣るが、その分、より中立的に皇帝たちの動向を残す事に努めている。彼の関心の多くは皇帝の色愛より宗教政策について向けられており、その詳細な内容はエーラーガバール信仰を調べる上で重要な記録となっている。彼の記録は、実際に後世の文献学的研究 と考古学的調査で裏付けられている。

## 創作作品

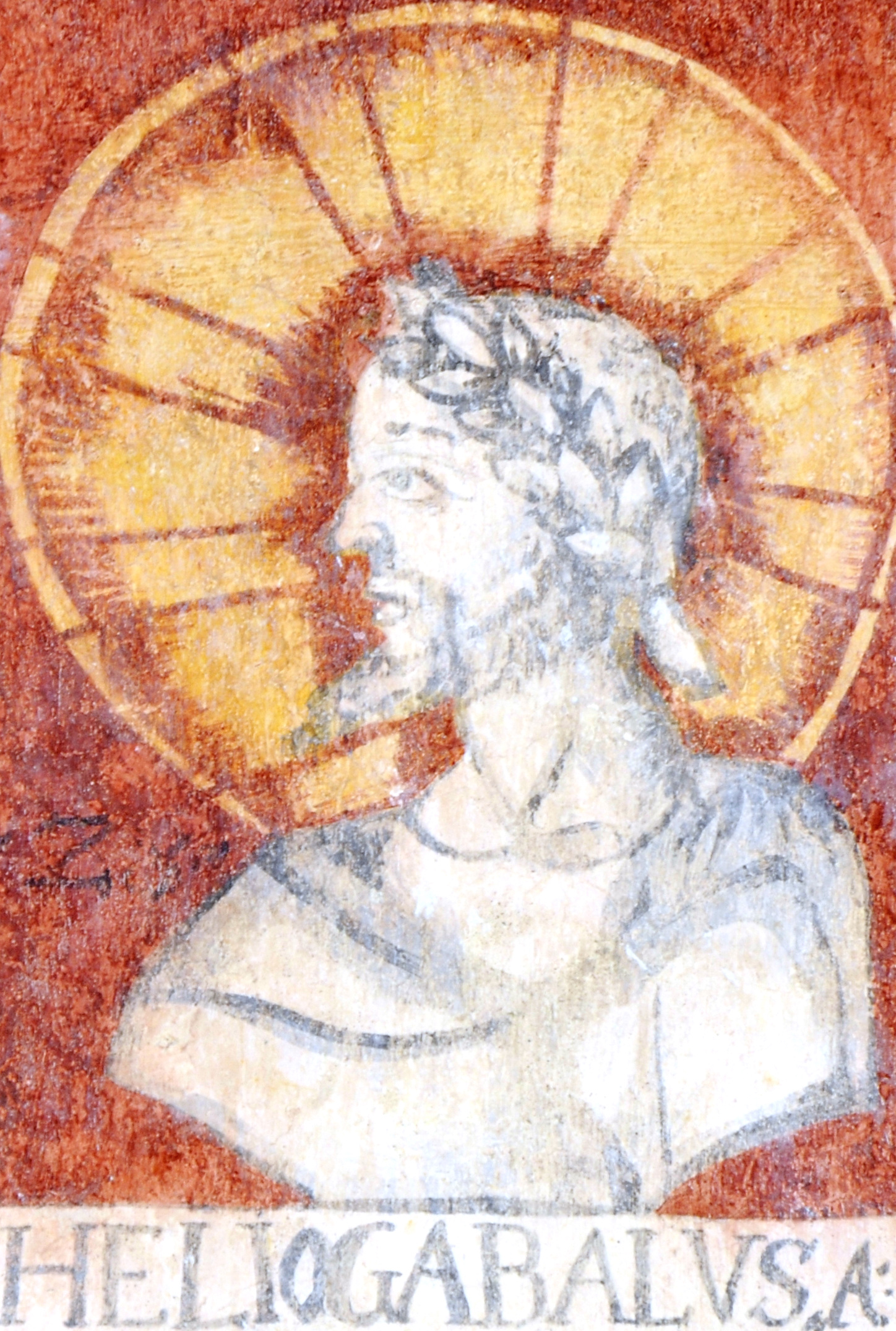
ヘリオガバルス帝の壁画（オーストリアのフォルヒテンシュタイン城）

ヘリオガバルスの色愛は後世におけるデカダン派の運動で注目された。耽美主義者というヘリオガバルスのイメージは、その後も今日に至るまで数多くの創作作品への意欲を生み出した。

### 文学
- 『イリディオン』（1836年、ジクムント・クラシンスキ（英語版）の演劇脚本）
- 『ウィリアム・ウィルソン』 （1836年、エドガー・アラン・ポーによってヘリオガバルスの邪悪さが展開される）
- 『ル・アゴニエ』 （1889年、フランスの作家ジャン・ロンバール（英語版）の小説）
- "The Sun God" （1904年、イギリスの作家アーサー・ウェストコットの小説）
- "De Berg van Licht"（「光の山」、1905年、オランダの作家ルイス・クウペルスの小説）
- "Algabal" （1892年-1919年、ドイツの詩人シュテファン・ゲオルゲの詩集）
- "The Amazing Emperor Heliogabalus"（1911年、ジョン・スチュアート・ヘイによる伝記）
- 『セント・ドロシー』（ガバルス帝下で殉教した聖人について詠んだアルジャーノン・チャールズ・スウィンバーンの詩）
- 『ヘリオガバルスまたは戴冠せるアナーキスト』 （1934年、アントナン・アルトー作。エッセイと伝記、創作をふくむ）
- "The Lottery in Babylon" （1941年、アルゼンチンの作家ホルヘ・ルイス・ボルヘスによる短編。伝記『アントニヌス・ヘリオガバルスの生涯』を参照して著された）
- 『陽物神譚』 （1958年、澁澤龍彦の短編小説）
- "Family Favourites" （1960年、イングランド系アルゼンチン人作家Alfred Dugganの小説）
- "Child of the Sun" （1966年、Lance HornerとKyle Onstottによる小説。映画『マンディンゴ』の背景描写としても有名）
- "Super-Eliogabalo" （1969年、イタリアの作家アルベルト・アルバシーノの小説）
- 『チャンピオンたちの朝食』 （1973年、カート・ヴォネガットによる小説。誤って古代シチリアの暴君ファラリスの事績として描かれている）
- "Boy Caesar" （2004年、イギリスの作家Jeremy Reedによる小説）
- "Being an Account of the Life and Death of the Emperor Heliogabolus"（ニール・ゲイマンによる24時間コミック）
- "Roman Dusk" （2008年、「吸血鬼サンジェルマン伯爵」シリーズに含まれるChelsea Quinn Yarbroの小説。小説では、ヘリオガバルスがカエサルになるとき、デカダンスが続けざまに起こるという場面が設定されている）

### 絵画

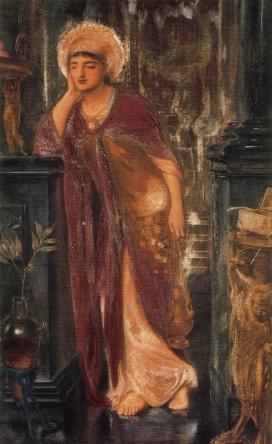
「太陽の司祭、ヘリオガバルス」シミョーン・ソロモン画

- 「太陽の司祭、ヘリオガバルス」（Heliogabalus, High Priest of the Sun.、1866年、イギリス画家シミョーン・ソロモンの作。ソロモンは、退廃的な画風と、一時期アルジャーノン・チャールズ・スウィンバーンの親友であったことでも知られる。）
- 「ヘリオガバルスの薔薇」（1888年、イギリスに帰化したオランダ人画家でアカデミー派のローレンス・アルマ＝タデマの作品）

### 漫画
- "Being an Account of the Life and Death of the Emperor Heliogabolus" （1991年、ニール・ゲイマン.[65]） Published in Cerebus #147 (1991).
- 『Vassalord.』 （2006年 - 、黒乃奈々絵のマンガ。『コミックブレイドZEBEL』連載。主人公の真祖吸血鬼ジョニー・レイフロに、「幽宮のヘリオガバルス」という二つ名があったとされている。
- 『秘身譚』 （2010年 -、伊藤真美のマンガ、『月刊少年マガジン+』連載）
- "Helioglobolus - biography in the Swedish anthology 'Galago'." （Simon Gardenfors）
- 『ライチ☆光クラブ』 （2004年 - 2005年、古屋兎丸のマンガ、『マンガ・エロティクス・エフ』連載）

### 音楽
- "Eliogabalo"（1667年、ヴェネチアン・バロックの音楽家ピエトロ・フランチェスコ・カヴァッリのオペラ）
- "Heliogabale"（1910年初演、フランスの作曲家デオダ・ド・セヴラックのオペラ）
- "Heliogabalus Imperator" （「ヘリオガバルス皇帝」、1972年、ドイツの作曲家ハンス・ヴェルナー・ヘンツェのオーケストラ作品）
- "Eliogabalus" （1990年、ロックバンドデヴィル・ドール（英語版）の音楽アルバム）
- "Six Litanies for Heliogabalus"（2007年、作曲家・サックス奏者ジョン・ゾーンの作品）
- ギルバートとサリバンのコミックオペラ『ペンザンスの海賊』のなかの早口歌「少将の歌」のなかでふれられている。: "I quote in elegiacs all the crimes of Heliogabalus."
- Heliogabale はフランスのロックバンド。1995年よりアルバム5枚をリリースしている。そのなかでスティーヴ・アルビニが"the full mind is alone the clear"を1997年にレコーディングしている。
- 『ヘリオガバルス』は、モーマスの2001年のアルバム Folktronic 所収の歌。そのなかで語り手は「彼は、"みずからの死を引き起こした"といって"責められるべきではない"」とナレーションしてヘリオガバルス帝を擁護している。

### 演舞
- "Heliogabale"（モーリス・ベジャール振付による現代舞踊）

### 映画
- "Heliogabale"（1909年の無声映画、フランスのアンドレ・カルメット（フランス語版）監督作品）
- "Heliogabale, ou L'orgie romaine"（1911年のサイレントショート、フランスのルイ・フイヤード監督作品）

### 戯曲
- Mencken, H.L. and Nathan, George Jean. Heliogabalus A Buffoonery in Three Acts. ニューヨーク（アメリカ合衆国）のアルフレッド.A.クノップ社、1920年。
- Elagabalus, Emperor of Rome アメリカのドラマ作者 Shawn Ferreyraによる2008年の脚本。初演はサンフランシスコ（アメリカ合衆国、カリフォルニア州）、2008年1月18日-2月2日。
- Escobar, C.H. de. "Heliogabalo: O SOL E A PATRIA." Ed. Devir. リオデジャネイロ（ブラジル）、1989年。
- スカイ・ギルバート（英語版） 『ヘリオガルバス：愛の物語』トロント（カナダ）のキャバレー劇場、2002年。

### 語源
- スペイン語のheliogabalo（エリオガバロ[66]）は 「暴飲暴食で身を持ち崩す人」のような意味である。